# Helga Borsche
Helga Borsche (* 16. September 1939 in Berlin) ist eine deutsche Filmeditorin.

## Leben
Nachdem Helga Borsche am Ende des Krieges mit ihrer Familie aus Berlin geflüchtet war, landete sie in Franken. Dort beendete sie 1957 ihre Schulausbildung, woraufhin sie auf Vermittlung ihres Stiefvaters eine Lehre im Kopierwerk und der Trickabteilung Bavaria Film nach drei Jahren erfolgreich abschloss. Daraufhin debütierte Helga Borsche als verantwortliche Editorin der Fernsehsendung Die Rückblende und sammelte vielseitige Ton- und Bildschnitt-Erfahrungen in Industrie-, Dokumentar- und Musikfilmen. Ab Mitte der 1970er Jahre arbeitete sie mit verschiedenen Regisseuren des Neuen deutschen Films, insbesondere mit Michael Verhoeven und Hans W. Geißendörfer. Sie war bei bekannten Werken wie Der Zauberberg, Domenica, Eine Liebe in Afrika oder Margarete Steiff für den Schnitt verantwortlich.
Für den Arthouse-Klassiker Ediths Tagebuch von Hans W. Geißendörfer gewann Helga Borsche 1984 den Deutschen Filmpreis für den Besten Schnitt.
Ebenfalls 1984 war sie ein Gründungsmitglied des Bundesverbandes Filmschnitt Editor, bei dem sie seit 2012 Ehrenmitglied ist. Sie ist auch Mitglied der Deutschen Filmakademie. Im Jahr 2007 wurde ihr der Ehrenpreis des Filmfestivals Filmplus, dem wichtigsten deutschen Preis für Filmeditoren verliehen.
Über zehn Jahre kooperierte sie mit dem Regisseur und Kameramann Xaver Schwarzenberger bei all seinen Filmen.
Von 1977 bis 2002 wirkte sie als Schnitt-Lehrbeauftragte an der Hochschule für Fernsehen und Film München. Unter den Filmschaffenden, die sie betreute, waren auch Roland Emmerich und Ute Wieland.
Heute wohnt sie in Pullach in der Nähe von München.

## Filmografie
- 1968: Sommersprossen
- 1970: Die fleißigen Bienen vom fröhlichen Bock
- 1971: Die Kompanie der Knallköppe
- 1972: Die liebestollen Apothekerstöchter
- 1972: Kinderarzt Dr. Fröhlich
- 1976: MitGift
- 1977: Gefundenes Fressen
- 1978: Tagebuch des Verführers
- 1979: Der Ruepp
- 1979: Steiner – Das Eiserne Kreuz, 2. Teil
- 1980: Die Kinder aus Nr. 67
- 1980: Panische Zeiten
- 1981: Desperado City
- 1981: Heute spielen wir den Boß – Wo geht’s denn hier zum Film?
- 1982: Der Zauberberg
- 1983: Dies rigorose Leben
- 1983: Ediths Tagebuch
- 1983: Der Sprinter
- 1985: André schafft sie alle
- 1985: Die Cadillac Ranch Geschichte
- 1987: Tausend Augen
- 1987: Helsinki Napoli All Night Long
- 1989: Jenseits von Blau
- 1989: Bumerang-Bumerang
- 1990: Abrahams Gold
- 1991: Einmal Arizona
- 1991: Lebewohl, Fremde
- 1991: Sisi und der Kaiserkuß
- 1992: Langer Samstag
- 1992: Wir Enkelkinder
- 1992: Die Distel
- 1993: Domenica
- 1994: Einfach nur Liebe
- 1995: Fesseln
- 1995: Entführung aus der Lindenstraße
- 1996: Eine unmögliche Hochzeit
- 1998: Fever
- 1999: Rendezvous mit dem Teufel
- 1999: Stella di mare – Hilfe, wir erben ein Schiff!
- 2000: Happy Hour oder Glück und Glas
- 2000: O Palmenbaum
- 2001: Edelweiß
- 2001: Vino Santo – Es lebe die Liebe, es lebe der Wein
- 2002: Ein Hund kam in die Küche
- 2002: Andreas Hofer – Die Freiheit des Adlers
- 2003: Eine Liebe in Afrika
- 2003: Annas Heimkehr
- 2003: Dinner for Two
- 2004: Zuckeroma
- 2004: Meine schöne Tochter
- 2005: Margarete Steiff
- 2006: Mein süßes Geheimnis
- 2006: Feine Dame (Fernsehfilm)
- 2007: Muttis Liebling (Fernsehfilm)
- 2007: Copacabana
- 2008: Die Liebe ein Traum
- 2009: Der Bär ist los! Die Geschichte von Bruno
- 2009: Sisi
- 2012: Die Verführerin Adele Spitzeder
- 2013: Stille (Fernsehfilm)

## Auszeichnungen
- 1984: Deutscher Filmpreis/Bester Schnitt für Ediths Tagebuch